# Liste der Monuments historiques in Arrigny
Die Liste der Monuments historiques in Arrigny führt die Monuments historiques in der französischen Gemeinde Arrigny auf.

## Liste der Objekte
| Bezeichnung | Beschreibung                                      | Standort                        | Kennzeichnung | Schutzstatus | Datum | Bild |
| ----------- | ------------------------------------------------- | ------------------------------- | ------------- | ------------ | ----- | ---- |
| Kruzifix    | Holz, farbig gefasst, Anfang des 16. Jahrhunderts | in der Kirche St-Maurice (Lage) | PM51003545    | Classé       | 2015  |      |